# Orconectes jeffersoni
Orconectes jeffersoni är en kräftdjursart som beskrevs av Rhoades 1944. Orconectes jeffersoni ingår i släktet Orconectes och familjen Cambaridae. IUCN kategoriserar arten globalt som starkt hotad. Inga underarter finns listade i Catalogue of Life.